# Rittergut Hesselbach
Das Rittergut Hesselbach war ein Mediat des Fürstentums Bayreuth, einem reichsunmittelbaren Territorium im Heiligen Römischen Reich. Das dem Fränkischen Reichskreis zugeordnete Fürstentum Bayreuth wurde auch als Markgraftum Brandenburg-Bayreuth bezeichnet und war bis zum Ende des 18. Jahrhunderts von Nebenlinien des Hauses Hohenzollern regiert worden.

## Geografie
Das etwa sieben Quadratkilometer große Rittergut Hesselbach lag im südlichen Teil des Frankenwaldes und befand sich inmitten des zum Hochstift Bamberg gehörenden Amtes Kronach. Gegenüber anderen fränkischen Rittergütern zeichnete es sich nicht nur durch seine relative Größe aus, sondern auch durch seinen geschlossenen Territorialcharakter. Sein Territorium war nahezu vollständig vom Vogteibezirk des Amtes Kronach umschlossen, lediglich an dessen südöstlicher Grenze gab es einen schmalen Gebietsstreifen, der zum reichsunmittelbaren Rittergut Weißenbrunn-Steinberg gehörte.

## Geschichte
Die ersten urkundliche Belege über die Existenz des Rittergutes Hesselbach stammen aus der Anfangszeit des 14. Jahrhunderts, in denen es als ein Lehen der Grafen von Orlamünde genannt wurde. Nach 1338/1340 befand es sich im Besitz der Adelsfamilie der von Zeyern, deren Lehnsherrn die Burggrafen von Nürnberg bzw. späteren Markgrafen von Brandenburg-Kulmbach waren. Während der Herrschaft der von Zeyern war das Rittergut in den Ritterkanton Gebirg inkorporiert worden, wodurch es dem Fränkischen Ritterkreis angehörte. Als die Adelslinie der von Zeyern allerdings 1610 mit Christoph von Zeyern erlosch, kam es zum Heimfall des Rittergutes an das Markgraftum Brandenburg-Bayreuth, womit die Zugehörigkeit zum Fränkischen Ritterkreis endete. Nach der 1615 erfolgten Lehensneuausgabe, wurde das Rittergut in der Folgezeit in die Voigtländische Ritterschaft aufgenommen, wodurch es den Status eines brandenburg-bayreuthischen Mediates erlangte. Zusammen mit dem Fürstentum Bayreuth gelangte das Rittergut 1810 in den Besitz des Königreichs Bayern.

## Struktur
Beim Rittergut Hesselbach handelte es sich um ein markgräfliches Lehen der Freiherrn von Marschall zu Hesselbach, das in der Voigtländischen Ritterschaft inkorporiert war. Der Verwaltungssitz des Rittergutes lag in Hesselbach, wo die Freiherrn ein (heute nicht mehr bestehendes) Schloss besaßen.
Auf dem Territorium des Rittergutes befanden sich folgende Ortschaften (der angegebene Ortstyp spiegelt den Stand zu Beginn des 19. Jahrhunderts wider):
- Die beiden Dörfer Hesselbach[7][8] und Wilhelmsthal,[9][10] in deren Dorfmarkungen das Rittergut die Dorf- und Gemeindeherrschaft innehatte.
- Die drei Weiler Geschwend,[11][8] Grümpel (westlich der Grümpel),[12][8] und Neuenbach[13][10], in denen das Rittergut die Vogteiliche Obrigkeit ausübte.

Das gesamte Rittergut lag im Hochgerichtsbezirk des Centamtes Kronach, die Hochgerichtsbarkeit wurde daher von dessen Centamt ausgeübt. Eine vielen anderen Rittergütern gewährte Centlimitation räumte das Hochstift den Freiherrn von Marschall zu Hesselbach nicht ein.